# Врублівка
Вру́блівка — село в Україні, у Романівській селищній територіальній громаді Житомирського району Житомирської області. Кількість населення становить 871 осіб (2023 рік). У 1923—2020 роках — адміністративний центр колишньої однойменної сільської ради.

## Загальна інформація
Розташовується біля витоку річки Лісна, за 4 км від Романова та за 6 км від залізничної станції Разіне.

## Населення
За довідником 1885 року в поселенні мешкало 905 осіб, налічувалося 126 дворових господарств.
Відповідно до результатів перепису населення Російської імперії 1897 року, загальна кількість мешканців села становила 2 406 осіб, з них православних — 2 029, римокатоликів — 377, чоловіків — 1 194, жінок — 1 212.
На початку 20 століття в селі налічувалося 1 710 мешканців, дворів — 174, у 1906 році — 2 261 мешканець, дворів — 406, у 1923 році — 2 699 жителів, дворів — 214.
На початок 1970-х років село мало 650 дворів із населенням 1 860 осіб.
Відповідно до результатів перепису населення СРСР, кількість населення станом на 12 січня 1989 року становила 1 354 особи. Станом на 5 грудня 2001 року, відповідно до перепису населення України, кількість мешканців села становила 1 126 осіб.

### Мова
Розподіл населення за рідною мовою за даними перепису 2001 року:
| Мова       | Відсоток |
| ---------- | -------- |
| українська | 98,22 %  |
| російська  | 0,98 %   |
| молдовська | 0,44 %   |
| вірменська | 0,09 %   |
| польська   | 0,09 %   |

## Історія
Відоме з 1585 року. Згадується в акті від 15 жовтня 1585 року як село Рублівка Чуднівської волості, подароване княгині Сузані Острозькій, дружині волинського воєводи князя Януша Острозького, її тестем, київським воєводою Костянтином Острозьким, серед інших 45 сіл, що належали до Чуднова, разом із містами Чуднів та П'ятка. Також згадане як село Рублівка 29 квітня 1587 року — землевласник Василь Сурин скаржився на волинського воєводу князя Януша Острозького та князя Михайла Ружинського, звинувативши останніх в організації збройного нападу на маєток у Колодяжному, який знаходився під опікою Сурина. Згадується у люстрації Київського воєводства 1754 року, житомирського старости Ілінського, який сплачував подимне з 96 дворів.
За довідником 1885 року — колишнє власницьке село Романівської волості Новоград-Волинського повіту Волинської губернії. Були церковна парафія, заїзд, вітряний млин.
Наприкінці 19 століття — село Кустовецької волості Новоград-Волинського повіту Волинської губернії. Лежало в місці витоку річки Лісна, біля ставу Лисово, за 80 верст від Житомира, за 80 верст від Новограда-Волинського, за 8 верст від найближчої залізничної станції Печанівка, за 15 верст від найближчої поштової станції у Чуднові. Великий землевласник — Генрих Стецький, колишня власність Ілінських. Дерев'яну церкву збудовано у 1852 році за кошти парафіян, при ній була дерев'яна дзвіниця, збудована у 1823 році. Ще була цвинтарна церква, яку збудували 1829 року. Землі при церкві — 61 десятина. На цю землю був план та ерекція, видана у 1761 році князем Олександром Янушем Санґушком. Церковно-парафіяльна школа діяла з 1854 року. До парафії належали поселення Корчівка (1 верста) та Хутір-Врублівський (1 верста). Дворів 233, православних 1 909 осіб обох статей, римокатоликів 148, євреїв 30. Сусідні парафії: Романів (4 версти), Романівка (3 версти), Камінь (4 версти).
На початку 20 століття — село Романівської волості Новоград-Волинського повіту Волинської губернії, за 63 версти від повітового міста.
У 1906 році — село Романівської волості (4-го стану) Новоград-Волинського повіту Волинської губернії. Відстань до повітового центру м. Новоград-Волинський становила 65 верст, від волосного центру містечка Романів — 5 верст. Найближче поштово-телеграфне відділення розміщувалося у Романові. У березні 1921 року, в складі волості, увійшло до новоствореного Полонського повіту Волинської губернії.
2 листопада 1921 р. під час Листопадового рейду через Врублівку проходила Подільська група (командувач Сергій Чорний) Армії Української Народної Республіки, а 3 листопада — кінна сотня Антончика з цієї групи. Тут вона затрималася на перепочинок.
У 1923 році включене до складу новоствореної Врублівської сільської ради, яка 7 березня 1923 року увійшла до складу новоутвореного Миропільського (згодом — Романівський, у 1927—2003 роках — Дзержинський) району Житомирської округи; адміністративний центр ради. Розміщувалося за 18 верст від районного центру міст. Романів.
На фронтах Другої світової війни воювали 349 селян, 111 з них нагороджені орденами й медалями, 122 загинули. На їх честь в селі споруджено два пам'ятники.
В 300 метрах від західного краю села з півночі на південь проходить частина недобудованої траси Ленінград—Одеса, або ще відомою під назвою "Дорога смерті", що мала забезпечувати полосу укріпрайонів Новоград-Волинської фортифікаційної лінії. Її будівництво було розпочато у 1928 році і закинуто під час Другої Світової Війни.
В радянські часи в селі розміщувалася центральна садиба колгоспу, який обробляв 3,8 тис. га угідь, з них 3,2 тис. га ріллі. Господарство спеціалізувалося на вирощуванні зернових культур та цукрових буряків, мало розвинуте м'ясо-молочне тваринництво. 77 колгоспників відзначено урядовими нагородами, зокрема орденом Леніна нагороджено ланкову Н. П. Осипчук. У селі були середня школа, будинок культури, дві бібліотеки, медпункт, поштове відділення, їдальня, побутова майстерня.
12 червня 2020 року, відповідно до розпорядження Кабінету Міністрів України № 711-р «Про визначення адміністративних центрів та затвердження територій територіальних громад Житомирської області», територію та населені пункти Врублівської сільської ради Романівського району включено до складу Романівської селищної територіальної громади Житомирського району Житомирської області.

## Відомі люди
- Годунов Євгеній Володимирович — український військовик, учасник російсько-української війни[17].
- Трубій Павло Олександрович (2003—2022) — солдат Збройних сил України, учасник російсько-української війни.
- Рудь Петро Володимирович — власник великого продуктового бренду морозива "Рудь"[18].